# 아름다운 악녀
"아름다운 악녀"는 이강천 감독, 박종호 각본의 1958년 한국 영화이다.

## 줄거리
화가 조항은 창녀 지희를 모델로 그림을 그린다. 그림이 완성되어 감에 따라 두 사람 사이에는 어느새 사랑이 싹트기 시작했다. 화가 조항은 어떻게 해서든지 그녀를 창녀의 소굴에서 구출해 보려고 갖은 노력을 다한다. 그러나 그녀는 오히려 자기 자신에 대한 모멸(侮蔑)과 열등 의식으로 인하여 일부러 화가에게 빗나가는 행동만 한다. 결국 두 사람은 비극으로 사랑을 청산하고 만다.

## 개요
이 영화에서 최지희가 처음 은막(銀幕)에 선을 보였는데, 신인치고는 대담한 연기를 해내었다. 그 당시 모더니즘 계열의 감각적인 시인·화가 등이 풍미(風靡)하던 속칭 '명동왕국시대(明洞王國時代)'의 데카당스한 어느 화가와 위악적(僞惡的)이리만큼 사랑스러움이 강하게 풍기는 여인과의 사랑을 그렸다. 한국영화 가운데서 가장 음영(陰影)이 짙은 애정영화 계열에 넣을 수 있는 작품이다.

## 출연
- 최지희
- 최남현
- 조항